# Wiesław Uchański
Wiesław Władysław Uchański (ur. 19 października 1947 w Zwierzyniu) – polski wydawca, prezes Wydawnictwa „Iskry”.

## Życiorys
Ukończył studia prawnicze i filozoficzne na Uniwersytecie Wrocławskim, w latach 1972–1974 pracował w Zakładzie Elektronicznej Techniki Obliczeniowej, w latach 1974–1976 był komendantem hufca w Ochotniczych Hufcach Pracy. W latach 1977–1981 pracował w Instytucie Nauk Politycznych Uniwersytetu Wrocławskiego, w 1980 obronił tam pracę doktorską (napisaną pod kierunkiem Mariana Orzechowskiego, był też zastępcą dyrektora Instytutu. W latach 1981–1987 był etatowym pracownikiem Komitetu Centralnego PZPR, jako asystent sekretarzy KC – Mariana Orzechowskiego, następnie Tadeusza Porębskiego. W 1987 roku został dyrektorem Wydawnictwa „Iskry”, po jego przekształceniu w spółkę z o.o. w 1992 roku, został prezesem spółki i większościowym udziałowcem.
Od 1977 do 1990 roku był członkiem PZPR.
Synem Wiesława Uchańskiego jest Aleksy Uchański, dziennikarz specjalizujący się w tematyce gier komputerowych, przez wiele lat piastujący wysokie stanowiska kierownicze w polskiej branży mediów elektronicznych.

## Nagrody i odznaczenia
- Nagroda Kisiela (1999)[2];
- Srebrny Medal „Zasłużony Kulturze Gloria Artis” w dziedzinie „literatura” (12 września 2005)[3].